# Potentilla albiflora
Potentilla albiflora är en rosväxtart som beskrevs av L. Billiams. Potentilla albiflora ingår i Fingerörtssläktet som ingår i familjen rosväxter. Inga underarter finns listade i Catalogue of Life.